# Kitan
De Kitan of Khitan (Mandarijn: Qidan) was een volk van onbekende, mogelijk Mongoolse oorsprong, dat over een groot deel van Mantsjoerije heerste en in de Chinese geschiedenis werd geclassificeerd als een etnische groep van de Donghu (東胡族; dōnghúzú). De Kitan ontstonden uit de Yuwen-clan van de Xianbei; een etnische groep die leefde in een gebied dat nu de Chinese provincies Liaoning en Jilin omvat. Nadat hun gebied was veroverd door de Murong-clan, verspreidden degenen die overbleven zich over gebieden in Binnen-Mongolië en vermengden zich daar met de traditionele Mongoolse bevolkingsgroepen. Vanaf het midden van de 6e eeuw werden ze als apart volk aangeduid, omdat ze vanaf toen belasting moesten betalen aan de Noordelijke Wei-dynastie. De meeste Han-Chinezen vonden het volk barbaars, door hun wreedheid en vreemde gewoontes.
De Kitan voerden verscheidene oorlogen met de Göktürken en Tang-China (560, 696-697, 733-735). Vanwege hun gevechten tegen islamitische rijken en omdat ze zich later bekeerden tot de islam, kregen ze later de Arabische benaming خطا/Khata.
Yelü Abaoji (耶律阿保機 Yēlǜ Ābǎojī) startte in 924 een offensief naar het westen en vocht met de Kirgiezen in Mongolië en trok daarna naar Gansu om de Oeigoeren, Tangoeten en Tuyuhun te onderwerpen. Intussen werd echter in 926 het rijk Bohai gesticht en daarop proclameerde Abaoji's zoon en opvolger Yelü Deguang (耶律德光 Yēlǜ Déguāng) in 947 de Liao-dynastie in Noord-China. In 1116 werd hun stad Liaoyang veroverd en in 1125 (jaar van gevangenneming van de keizer) werd de Liao-dynastie onderworpen door de Jin-dynastie van de Jurchen. Onder de Liao- en Jin-dynastieën werden in Mantsjoerije steden gesticht tot aan de rivier Amoer met oppervlaktes tot 60-70 hectare en met 10 meter hoge muren. Er werd akkerbouw bedreven en de Kitan hielden ook paarden, hadden ijzersmelterijen en weverijen. Rond 920 bezaten ze ook een eigen geschrift; het Kitan.
Er is geen duidelijk bewijs dat er etnische groepen in Noordoost-China zijn die afstammen van de Kitan. Een gedeelte van de adel van de Liao-dynastie wist te naar het westen te ontsnappen, naar Turkestan en stichtten daar in 1130 de staat Kara-Kitan (of Westelijke Liao-dynastie) onder leiding van Yelü Dashi (耶律大石 Yēlǜ Dàshí), die werd veroverd tijdens de Mongoolse invasie (1217-1218), waarna de Kitan er vervolgens opgingen in de lokale Turkse en Iraanse bevolkingsgroepen zonder invloed achter te laten. Hun taal, het gelijknamige Kitan, is nog steeds bijna volledig onleesbaar en het is daarom moeilijk om een gedetailleerde geschiedenis te geven van hun doen en laten.
Het Russische Kitaj, Mongoolse qitad/xyatad en Oeigoerse خئتاي/hitay, benamingen voor China, zijn afgeleid van Kitan. Ook het Engelse Cathay en het Portugese Catai zijn afgeleid van Kitan.